# Michałów (powiat nowodworski)
Michałów – wieś w Polsce położona w województwie mazowieckim, w powiecie nowodworskim, w gminie Leoncin.
W latach 1975–1998 miejscowość należała administracyjnie do województwa warszawskiego.